# Dorfkirche Pechüle

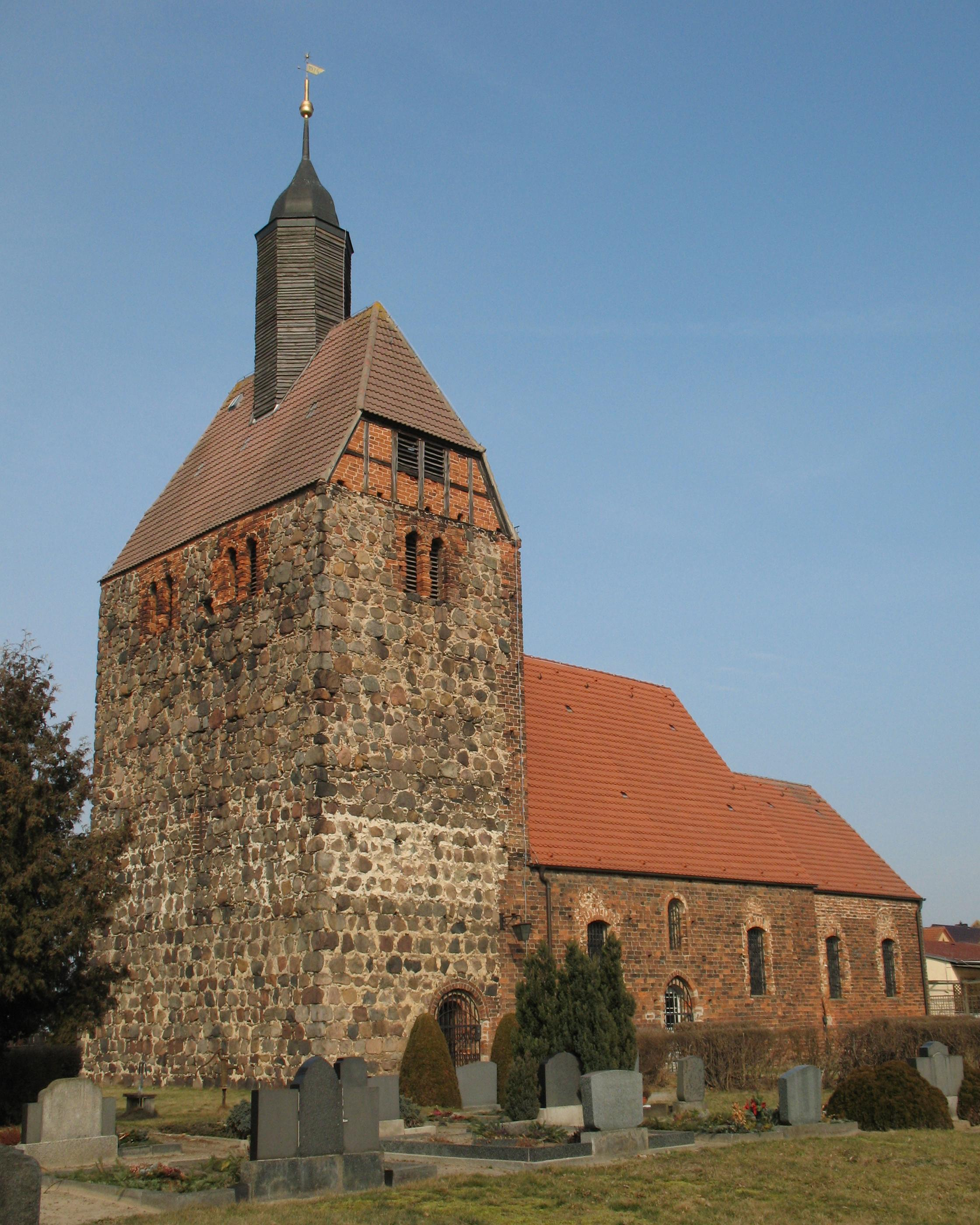
Dorfkirche Pechüle

Die Dorfkirche Pechüle ist ein denkmalgeschütztes Kirchengebäude in Pechüle, einem Gemeindeteil von Treuenbrietzen im brandenburgischen Landkreis Potsdam-Mittelmark in Deutschland. Die Kirchengemeinde gehört zum Pfarrsprengel Bardenitz und Dobbrikow im Evangelischen Kirchenkreis Zossen-Fläming der Evangelischen Kirche Berlin-Brandenburg-schlesische Oberlausitz.
Kunsthistorisch bedeutend ist ein langgestrecktes Tafelbild von 1380. Die Gemeinde gehört zum Evangelischen Kirchenkreis Zossen-Fläming.

## Geschichte und Architektur

### Baugeschichte
Mit den Bauarbeiten wurde wohl im ersten Drittel des 13. Jahrhunderts begonnen. Im Baukörper sind vier Bauetappen nachweisbar, in der ersten wurden Apsis, Chor und die östliche Wand des Schiffes errichtet. In der nächsten Phase wurden das Schiff mit der Westwand und dann in der dritten der Unterbau des Turmes, der bis etwas über die Dachtraufe des Schiffes reichte. Im Turm ist ein deutlicher Wechsel im Mauerwerk erkennbar. Der obere Teil des unregelmäßigen Mauerwerkes ist der vierten Bauphase zuzurechnen. Der Turm wurde wohl ab dem 14. Jahrhundert angebaut und in zwei Phasen hochgemauert, die oberen Teile und das Glockengeschoss im 15. Jahrhundert ergänzt.

### Baubeschreibung

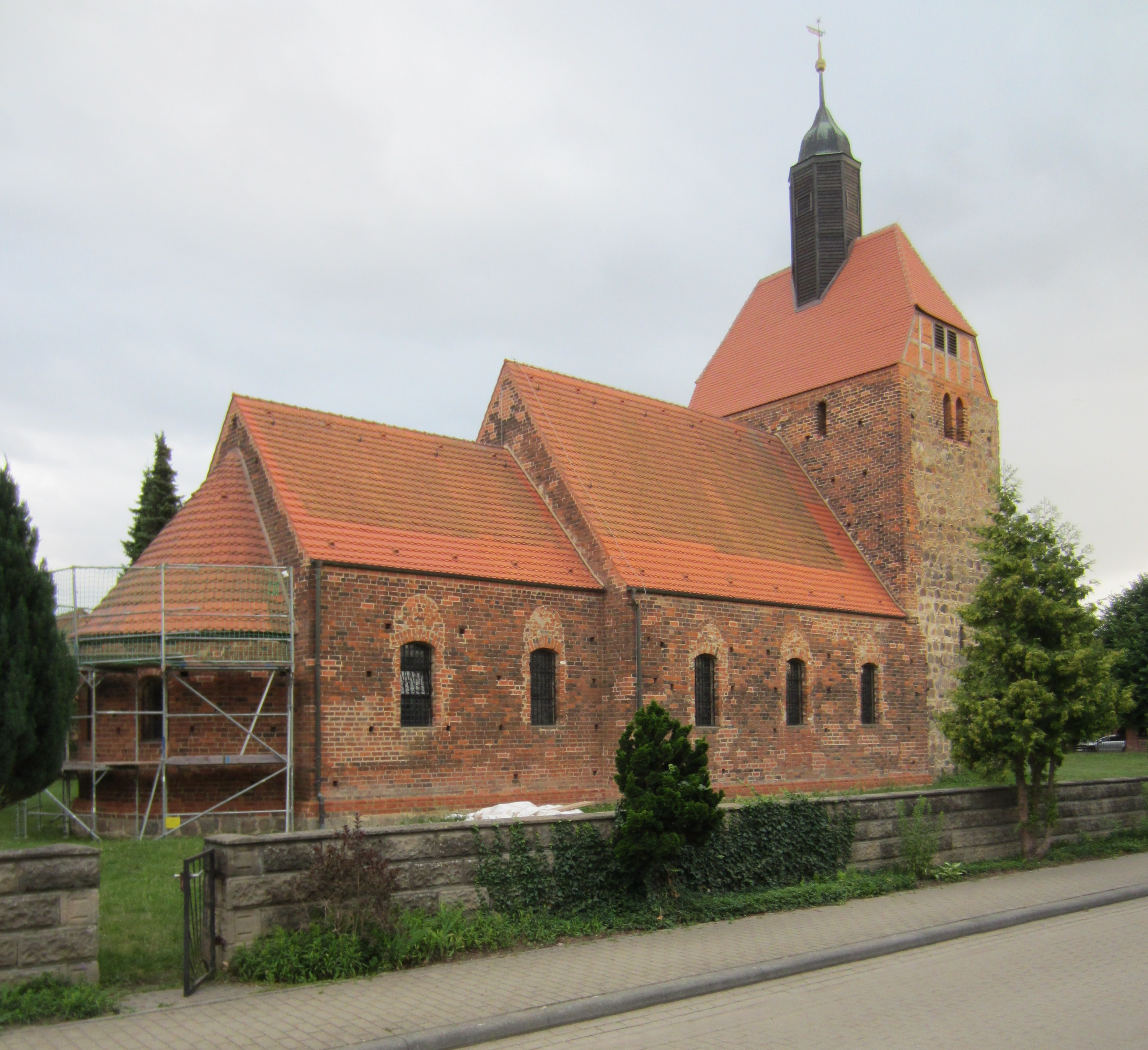
Dorfkirche Pechüle, Ansicht von Nordosten

Das von einem Friedhof umgebene Gebäude steht etwa in der Mitte des Ortes, das romanische Kirchenschiff stammt aus dem 13. Jahrhundert und ist das älteste Backsteingebäude des Flämings, der Turm entstammt dem 15. Jahrhundert. Das Schiff ist 12,90 Meter lang und 10,35 Meter breit, der eingezogene Chor hat eine Länge von 8,25 Metern und eine Breite von 8,50 Metern. Die Apsis ist 6,60 Meter lang und hat im Gewölbe eine Höhe von 3,30 Metern. Die Fundamente wurden aus Feldstein, die Wände sind in Backstein gemauert, die des Turmes in Feldstein. Die Wände des ursprünglichen Schiffes wurden in zwei Bauphasen hochgemauert, dies ist durch eine Baunaht im Ostteil und unterschiedlich große Ziegel ersichtlich. Das Schiff, der Chor und die Apsis sind nicht verputzt. Das mit Ziegeln zugesetzte Nordportal ist im Bogenbereich vom mittleren Fenster angeschnitten, die Bogenform ist nicht mehr ersichtlich. Das Südportal ist einmal abgetreppt und besitzt einen Spitzbogen. Die rundbogige Priesterpforte ist ebenfalls einmal abgetreppt. Das zweimal abgetreppte Turmportal mit Ziegelgewände ist rundbogig. An der Innenseite ist noch die Führungsöffnung für den Schließbalken zu sehen. Fast alle Fenster im Chor und im Schiff wurden im Laufe der Jahrhunderte verändert. Die Südseite des Schiffes ist durch drei Fenster gegliedert, von denen das östliche und das westliche segmentbogig sind und das mittlere Fenster noch ursprünglich rundbogig ist. Die nördliche Wand ist ebenfalls durch drei Fenster gegliedert, die alle verändert wurden. Über diesen Fenstern sind noch Reste der ursprünglichen Bögen zu sehen. Die Fenster in der Südwand des Chores wurden durch Segmentbögen verändert, wie im Schiff sind auch hier die Umrisse der alten Fenster noch zu sehen. Der Triumphbogen und der Apsisbogen sind rundbogig gehalten, am Triumphbogen befinden sich kleine Kämpferplatten. Mittig im Triumphbogen steht ein Gewölbepfeiler. Auch der Verbindungsbogen zwischen Turm und Schiff ist rundbogig gehalten. Die zweischiffige Kirche zu drei Jochen wurde um 1500 über Mittelpfeilern ohne Kämpfer und einfachen Wandkonsolen eingewölbt. Das sechskappige Gewölbe im Chor ist möglicherweise noch aus der Bauzeit. Auf dem Fußboden liegen achteckige, glasierte Ziegel. 1960 wurden an der Chorwand im Norden bei Renovierungsarbeiten Wandmalereien aus spätgotischer Zeit freigelegt. Es wird der Christopherus mit einem bogenschießenden Kentaur zu seinen Füßen dargestellt.

## Turm
Der Querwestturm des 15. Jahrhunderts besteht aus Feldstein, er wurde später anstatt eines Giebelturmes angefügt und ist so breit wie das Schiff. Die Steine im unteren Teil sind mäßig gequadert, die darüber unregelmäßig mit teilweise eingefügten Ziegeln. Im unteren Teil ist der Turm steinsichtig, mit Doppelfugenritzung verputzt, dieser bröckelt allerdings stark ab. Die Nordwand ist durch ein Schlitzfenster mit Gewände aus Feldstein, die Westseite ebenfalls durch ein Schlitzfenster gegliedert. Im Glockengeschoss hängen zwei im Mittelalter gegossene Glocken. Der achtseitige Dachreiter wurde wohl 1799 aufgesetzt, er ist mit einem Kreuz bekrönt.

## Ausstattung
Die Ausstattung ist für eine Dorfkirche höchst reich gehalten, sie wurde ursprünglich für die Klosterkirche in Zinna angefertigt.
- Die Kanzel mit einem kronenartigen Schalldeckel steht auf der Südseite vor dem Triumphbogen. Sie wurde um 1690 gebaut und ist üppig bemalt. In den fünf Feldern sind die vier Evangelisten, sowie der auferstandene Christus dargestellt.  Der Fuß und auch der Schalldeckel sind mit Akanthusranken geschmückt.
- Die Taufe aus dem 16. Jahrhundert ist ein achteckiger Pokal aus Stein.
- Das Gestühl im Chor wurde um 1600 gebaut.
- Die Rankenfüllungen des Pfarrstuhles vom Anfang des 18. Jahrhunderts sind ausgesägt. Er steht an der Südwand im hinteren Teil des Schiffes.
- Die Mensa des Altares ist aus Ziegelsteinen gemauert und stammt aus der Bauzeit des Chores, die Altarplatte ist gekehlt.
- Bekanntestes Stück der Ausstattung ist das breite querrechteckige Tafelbild, es wird auch Böhmische Tafel genannt. Es wurde um 1380 – ein Kirchenführer gibt die Zeit um 1360/1370 an – auf Holz mit Goldgrund in Temperatechnik gemalt. Es werden in doppelreihig angeordneten Bildern, 16 Szenen aus der Passion gezeigt. Die Arbeit erinnert an die böhmische Buchmalerei aus der Zeit der Parler.[13] Bei dem Altar handelt es sich um den ehemaligen Hochaltar des Klosters in Zinna.[14] Es handelt sich um eines der ältesten böhmischen Kunstwerke der Mark.
- Ein gotisches Kruzifix hängt über dem Altar.
- Der gotische Schnitzaltar aus der Zeit um 1470 steht an der Südwand des Chores. Im Feld befinden sich die Heiligen Johannes mit dem Attribut Kelch, Barbara mit dem Turm, Katharina mit dem Attribut Schwert und eine nicht mehr zu bestimmende Heilige ohne Attribute, bei der es sich vermutlich um Dorothea oder Margaretha handelt. Der linke Flügel beinhaltet den Georg mit dem Drachen, einen Abt, sowie einen Bischof. Der hl. Mauritius im rechten Flügel ist an seiner schwarzen Hautfarbe erkenntlich, er wird begleitet von Petrus und Paulus.
- Die Orgel ist ein Werk Adam Eifert Nachfolger aus dem Jahr 1912 mit 19 Registern auf zwei Manualen und Pedal.[15]
- Sechs Schnitzfiguren stehen im Chor auf Konsolen. Die Ursula besitzt als Attribut zwei Pfeile, die Dorothea ein Körbchen. Bei einer weiteren weiblichen Figur handelt es sich möglicherweise um die Barbara handeln, deren Kelch nicht erhalten ist. Zwei Bischöfe und eine weitere Schnitzfiguren sind nicht näher zu bezeichnen.
- Bei der kleinen Nische in der Apsis handelt es sich wohl um die ursprüngliche Sakramentsnische.
- Die Sakramentsnische aus Sandstein in der Ostwand des Chores stammt vom Ende des 15. Jahrhunderts.
- Die Nische an der Südseite der Apsis ist wohl eine Kredenznische.
- Die Kirchenlade aus dem Mittelalter wurde aus nur einem Stamm gefertigt.[16]